# Carl Eduard von Martens
Carl Eduard von Martens, meestal Eduard von Martens (Stuttgart, 18 april 1831 - Berlijn, 14 augustus 1904) was een Duits zoöloog gespecialiseerd in de studie van weekdieren.
Hij studeerde medicijnen aan de universiteit van Tübingen, waar hij in 1855 afstudeerde. Hij ging dan naar de universiteit van Berlijn waar hij professor Johannes Peter Müller assisteerde op zijn reizen naar Noorwegen. Hij werd aangesteld aan het Zoölogisch museum in Berlijn, waaraan hij tot aan zijn dood verbonden bleef. Hij werd er conservator van de malacologische verzameling en de verzameling van ongewervelden (behalve insecten). In 1860 was hij zoöloog op een Pruisische expeditie naar Oost-Azië en na afloop daarvan reisde hij nog gedurende 15 maanden rond in de Indische Archipel, met de steun van de Pruisische regering. De resultaten van zijn reis publiceerde hij in het werk Die preussische Expedition nach Ost-Asien, Zoologie uit 1879.
von Martens publiceerde rond de 200 wetenschappelijke artikelen en beschreef 155 nieuwe geslachten en ongeveer 1.800 nieuwe soorten wetenschappelijk, waarvan circa 150 geslachten en 1680 soorten weekdieren.
Hij kreeg een eredoctoraat van de universiteit van Rostock in 1872. De Pruisische regering verleende hem de titel van Geheimer Regierungsrath in 1899. Hij werd in 1899 lid van de Linnean Society van Londen. Johannes Thiele werd zijn opvolger als conservator van de weekdierenafdeling in Berlijn.
Vele soorten werden naar hem vernoemd; daaronder de slakkensoort Cerithiella martensii.